# 以心電信 (YMOの曲)
『以心電信』（いしんでんしん、英語: You've Got To Help Yourself）は、イエロー・マジック・オーケストラ（YMO）の9作目のシングル。1983年9月28日にアルファレコード（現：ソニー・ミュージックレーベルズ）よりリリースされた。

## 解説
アルバム『サーヴィス』の先行シングルで、散開前最後のシングル。国際連合による「世界コミュニケーション年」（WCY）のテーマ曲として、NHKで当時頻繁に流された。そのことを録音前に知った3人は「俺たちはゴダイゴか？」と苦笑した。

## 制作
本楽曲は『サーヴィス』の先行シングルであるが、「予告編」が前アルバム『浮気なぼくら』に収録されている理由は、そのアルバム収録曲と同時期に行なわれていたため。この時期のレコーディングはメンバーの確執があり、三人同時にスタジオに入ることが皆無だったが、この曲だけは三人で作業を進めた。YMO散開（解散）前、メンバー三人同時にスタジオで録音した最後の曲。
正式リリース前に、坂本がパーソナリティを務めていたラジオ番組『サウンドストリート』にて、このテイクとは異なる歌詞とミックスで放送されたことがあった（1983/3/8放送分。坂本によるとタイトルは「自分が考えた」との事）。また、シングル・ヴァージョンはアルバム・ヴァージョンとはミックスやボーカルに違いはないがフェードアウト部分が異なっており、シングルはアルバムよりフェードアウトが少し早い。シングル・ヴァージョンは『YENレコード・ヒストリー』と『CUBIC - YMO CD Single BOX』に収録されている。
歌詞にある「七つのボタン」は軍服（特に予科練の制服）のことを指しているため、NHKで放送されるか不安に思ったという。また、細野晴臣は後に、当時アメリカの自助運動に関心があり「自分を助けられない人間に他人なんか助けられない」と言う想いで、いわゆるチャリティーソングへの半ば皮肉も込めて作詞したと回想している。
坂本龍一によると、楽曲的にはビートルズの賑やかな曲に影響されており、華やかさがある式典をイメージしているとのこと。

## ライブでの披露
2007年5月19日に行われた「Smile Together Project Special Live 2007」にて、高橋幸宏・坂本・細野の3人がHUMAN AUDIO SPONGEとして演奏。続けて同年7月7日に行われた「ライブ・アース」では、14年振りにYMOとして演奏され、この2つのライヴでは原曲から歌詞が変更・割愛されている。

## 収録曲
| 全編曲: YMO。 |                                           |                              |                    |      |
| #             | タイトル                                  | 作詞                         | 作曲               | 時間 |
| 1.            | 「以心電信」(YOU'VE GOT TO HELP YOURSELF) | 細野晴臣、ピーター・バラカン | 坂本龍一、高橋幸宏 | 4:34 |
| 2.            | 「希望の河」(EXPECTING RIVERS)            | 高橋幸宏                     | 高橋幸宏、坂本龍一 | 4:36 |

## カバー
- 2006年5月31日、クラムボンのアルバム『LOVER ALBUM』に収録。
- 2010年5月10日、キーンのミニアルバム『Night Train』に収録。
- 2010年9月22日、コトリンゴのアルバム『picnic album 1』に収録[2]。